# Patroclus (planetka)
(617) Patroclus je binární planetka patřící do skupiny trojánů, pohybujících se kolem libračního centra L5 soustavy Slunce–Jupiter. 2. března 2033 by kolem ní měla proletět sonda Lucy.

## Popis objektu
Jako většina trojánů je tvořena podle současných představ převážně směsí ledů, což potvrzuje její velmi nízká průměrná hustota. Může být proto považována spíše za neaktivní kometu, než za pravého příslušníka třídy planetek, respektive za nevyvinutou planetesimálu, pozůstatek z doby vytváření Sluneční soustavy z doby před 4 miliardami let. Patroclus má srovnatelně velkého průvodce, který je zřejmě podobného chemického a mineralogického složení. Díky jeho existenci mohla být stanovena mnohem přesněji hmotnost celé soustavy obou těles. Hmotnosti jednotlivých složek této dvojplanetky, uvedené v připojené tabulce, jsou odvozeny za předpokladu stejné průměrné hustoty obou těles. Měření v oblasti infračerveného záření ukázala, že povrchová teplota Patrocla a Menoetia se pohybuje kolem 110 K, tj. asi -160 °C. Velmi nízké albedo ukazuje na přítomnost tmavých organických látek rozptýlených v povrchové vrstvě obou těles.

## Historie
Vlastní planetku objevil 17. října 1906 na hvězdárně v německém Heidelbergu astronom August Kopff jako druhý troján v historii; prvním byl (588) Achilles.
Patroclův průvodce byl objeven 22. září 2001 týmem astronomů, který vedl W. J. Merline ze Southwest Research Institute (SwRI), pomocí dalekohledu Gemini North Telescope na hoře Mauna Kea na Havajských ostrovech, vybaveného adaptivní optikou. Jeho existence byla potvrzena následujícími pozorováními 13. října téhož roku. Přesnější určení oběžné dráhy obou těles kolem společného těžiště se uskutečnilo na základě intenzivních pozorování v průběhu února 2006. V březnu 2006 schválila nomenklaturní komise Mezinárodní astronomické unie pro průvodce jméno Menoetius.

## Původ jména
Planetka byla pojmenována podle jednoho z hrdinů trojské války patřícího do tábora obléhajících Řeků, Patrocla. Protože k pojmenování došlo ještě před dohodnutím pravidla, že objekty soustředěné v blízkosti bodu L5 budou pojmenovány podle obránců města Trója, je toto jméno výjimkou. Sekundární složka je pojmenována podle Patroclova otce, Menoetia.